# 関東大学春季大会
関東大学春季大会（かんとうだいがくしゅんきたいかい）は、関東ラグビーフットボール協会が主催する大学生チームによるラグビーユニオンの公式戦である。毎年4月から6月に関東地方を中心に開催される。

## 概要
公式戦を春・秋の2シーズン制として試合数を増やし、大学生の試合数が不足しているとの懸念を解消し、若い世代の強化につなげるのが狙いとして創設される。
対抗戦Aとリーグ戦1部の16チームと、両リーグ2部1位の2チームの計18チームが参加する。

## 大会方式
以下の3グループに分かれ、各グループ内で総当たり戦を行う。
- Aグループ: 対抗戦A、リーグ戦1部 前年度秋季戦の各1～3位
- Bグループ: 対抗戦A、リーグ戦1部 前年度秋季戦の各4～6位
- Cグループ: 対抗戦A、リーグ戦1部 各7・8位扱い、対抗戦B、リーグ戦2部各1位扱い (※秋季リーグの結果、入替が生じた場合は、その結果を反映する。)

## 歴代優勝校
| 回 | 開催年 | Aグループ優勝 | Bグループ優勝 | Cグループ優勝 |
| -- | ------ | ------------- | ------------- | ------------- |
| 1  | 2012年 | 帝京大        | 慶應義塾大    | -             |
| 2  | 2013年 | 帝京大        | 慶應義塾大    | 大東文化大    |
| 3  | 2014年 | 帝京大        | 明治大        | 拓殖大        |
| 4  | 2015年 | 帝京大        | 中央大        | 専修大        |
| 5  | 2016年 | 帝京大        | 大東文化大    | 日本大        |
| 6  | 2017年 | 帝京大        | 慶應義塾大    | 法政大        |
| 7  | 2018年 | 明治大        | 筑波大        | 関東学院大    |
| 8  | 2019年 | 帝京大        | 明治大        | 専修大        |
| 9  | 2020年 | 中止          | 中止          | 中止          |
| 10 | 2021年 | 明治大        | 帝京大        | 立教大        |
| 11 | 2022年 | 帝京大        | 筑波大        | 東洋大        |
| 12 | 2023年 | 帝京大        | 筑波大        | 大東文化大    |
| 13 | 2024年 | 帝京大        | 慶應義塾大    | 拓殖大        |

- 2020年は新型コロナウイルスの感染拡大により中止。